# Jean II du Kongo
Jean II du Kongo (Nzuzi a Ntamba en  kikongo et D. João II Manuel en portugais) roi à Bula de 1683 à 1716 et  prétendant au titre de manikongo du royaume du Kongo jusqu'à sa mort en 1716

## Origine
João Nzuzi a Ntamba est le frère et successeur à Lemba-Bula de Pierre III Nsimba a Ntamba. Il hérite également de ses prétentions à la royauté du Kongo. Encore mineur lors de la mort de son frère, sa mère Dona Potencia assume le pouvoir. João sera ensuite sous l'influence de sa sœur la princesse Elena

## Règne
João II enlève au comte de Soyo Antonio Baretto ou Barreto da Silva, le district de Kiowa kia Nza, situé entre le fleuve et la Mpozo. En 1684 Jean II, prétendant au trône du Kongo attaque Kibangu mais il est repoussé avec de lourdes pertes par Garcia III du Kongo. Il livre ensuite des combats sans succès contre son frère et successeur Alvare X du Kongo roi à  Kibangu et autre prétendant au titre de Manikongo. 
En 1687-1688, Jean II doit faire face aux prétentions d'un certain Sébastien II Gritho établi à Lemba. Ce « roi » est uniquement connu par la relation faite par le Missionnaire capucin Girolamo Mérolla de Sorrento qui se rend à Lemba en 1688 dans le cadre de tractations destinées mettre en œuvre la réunification du royaume du Kongo
Jean II refuse  les conditions qu'on exige pour son élection comme roi unique : dont la restitution de Kiowa kia Nza et l'occupation avec son armée de São Salvador. Bien qu'il bénéficie initialement de la sympathie de la vieille reine Ana Afonso de Leão de Nkondo la matriarche du Kanda Kinlaza, les électeurs à cause de ce refus, se tournent finalement vers un autre candidat Pedro Agua Rosada e Sardonia le roi de Kibangu. Ce dernier est élu en 1696 à São Salvador mais il doit quitter la ville aussitôt  parce qu'il craint une intervention de Jean II. Ce dernier est également sollicité par Kimpa Vita et les Antoniens pour prendre leur tête mais il ne donne pas suite à leurs propositions
Le 15 février 1709, Pierre IV, à la tête d'une armée rencontre les troupes de Pedro Constantinho da Silva qui est tué. Ensuite les armées de Jean II et de Pierre IV s'affrontent sur le territoire de Mbula. Pierre IV remporte la victoire le  jour de la fête de  Saint Francois le 4 octobre, et réussit finalement à réunifier le pays en 1709. Jean II réfugié à Lemba ne le reconnut jamais et vécut jusqu'en  1716 année où il envoie une correspondance à la Propagande pour demander des missionnaires. On peut dire qu'une grande partie du Bas-Congo actuellement inclus dans la République démocratique du Congo, s'était détaché de l'ancien royaume de Kongo, par le fait de la constitution du royaume de Lemba appelé aussi Bula même avant la complète désorganisation de cet ancien royaume.

## Sources
- (pt) Fernando Campos « O rei D. Pedro IV Ne Nsamu a Mbemba. A unidade do Congo », dans Africa. Revista do centro de Estudos Africanos, USP S. Paulo 18-19 (1)  1995/1996 p. 159-199  & USP S. Paulo 20-21 1997/1998 p. 305-375.
- (en) John Kelly Thornton, The Kongolese Saint Anthonty: Dona Beatriz Kimpa Vita and the Antonian Movement, 1684–1706, Cambridge, Cambridge University Press, 1998, 228 p. (ISBN 9-780521-596497)